# Huzhuang (köpinghuvudort i Kina, Jiangsu Sheng, lat 32,35, long 120,02)
Huzhuang är en köpinghuvudort i Kina. Den ligger i provinsen Jiangsu, i den östra delen av landet, omkring 120 kilometer öster om provinshuvudstaden Nanjing. Antalet invånare är 35 358. Befolkningen består av 18 647 kvinnor och 16 711 män. Barn under 15 år utgör 14,0 %, vuxna 15-64 år 66 %, och äldre över 65 år 18,0 %.
Runt Huzhuang är det tätbefolkat, med 849 invånare per kvadratkilometer. Närmaste större samhälle är Taizhou, 18,7 km nordväst om Huzhuang. Trakten runt Huzhuang består till största delen av jordbruksmark.
Genomsnittlig årsnederbörd är 1 307 millimeter. Den regnigaste månaden är juli, med i genomsnitt 264 mm nederbörd, och den torraste är januari, med 34 mm nederbörd.